# Władysław Anatol
Władysław Naftali Anatol (ur. 1913 w Warszawie, zm. 30 września 2004 w São Paulo) – brazylijski malarz i rysownik, pochodzący z Polski.

## Życiorys
Urodził się w rodzinie zasymilowanych polskich Żydów, w 1930 emigrował do Brazylii, przyjął obywatelstwo i osiedlił się w São Paulo. Studiował na uczelni technicznej, gdzie w 1937 obronił dyplom na wydziale elektrycznym. Mimo wykształcenia technicznego zawsze interesował się sztuką. Od 1944 pobierał naukę rysunku i grafiki u Samsona Flexora, Lucy Citti Ferreira i Yolandy Mohalyi. W 1946 miała miejsce jego pierwsza wystawa indywidualna w salach Związku Artystów Plastyków w São Paulo. W 1950 został członkiem grupy abstrakcjonistów Ruptura, dwa lata później jego prace uczestniczyły w wystawie zbiorowej tej grupy, która miała miejsce w Muzeum Sztuki Współczesnej w São Paulo. Był jednym z sygnatariuszy manifestu artystycznego, który został zainicjowany przez Waldemara Cordeiro. Jego prace były wielokrotnie nagradzane, tworzył razem z Lotharem Charoux, Luizem Sacilotto, Kazmerem Féjerem. W 1961 otrzymał nagrodę główną IX Biennale Sztuki, było to stypendium Fundacji Forda w ramach którego przebywał w Stanach Zjednoczonych. Od 1969 pełnił funkcję prezesa brazylijskiej sekcji Międzynarodowego Stowarzyszenia Artystów Plastyków. Zmarł w 2004 i został pochowany na cmentarzu żydowskim Butanta w São Paulo.
Był malarzem abstrakcjonistą, wiele jego prac stanowiło odwołanie do żydowskich motywów sakralnych, kompozycje geometryczne. W Polsce miały miejsce trzy wystawy twórczości Władysława Anatola, w 1980 we wrocławskim Muzeum Narodowym, oraz w 1992 ponownie w Muzeum Narodowym we Wrocławiu, a następnie w warszawskiej Galerii Krytyków Pokaz.